# Hřib zavalitý
Hřib zavalitý (Imperator torosus (Fr.) Assyov et al. 2015, syn. Boletus torosus Fr. 1835) je vzácná houba z čeledi hřibovitých, která patří mezi barevné modrající hřiby. V rámci České republiky se vyskytuje ojediněle. Na případnou jedlost, nejedlost či jedovatost panují mezi mykology odlišné názory.

## Taxonomie
Klasifikace druhu Boletus torosus nebyla v mykologické literatuře jednotná. Pojetí, jaké bylo ve 20. století akceptováno v rámci České republiky, se lišilo od interpretace zahraničních mykologů a rovněž v moderní české mykologické literatuře je od něj upouštěno. Popisy a kresby uváděné československými autory v tuzemských publikacích ze 70. a 80. let 20. století byly převzaté od italského mykologa Bruna Cetta a H. Waltyho. V roce 2015 byl pro tento druh a několik dalších na základě biomolekulárních analýz popsán nový rod Imperator (jméno zvoleno podle majestátních plodnic tohoto druhu), takže správné jméno druhu je Imperator torosus.

## Vzhled

### Makroskopický

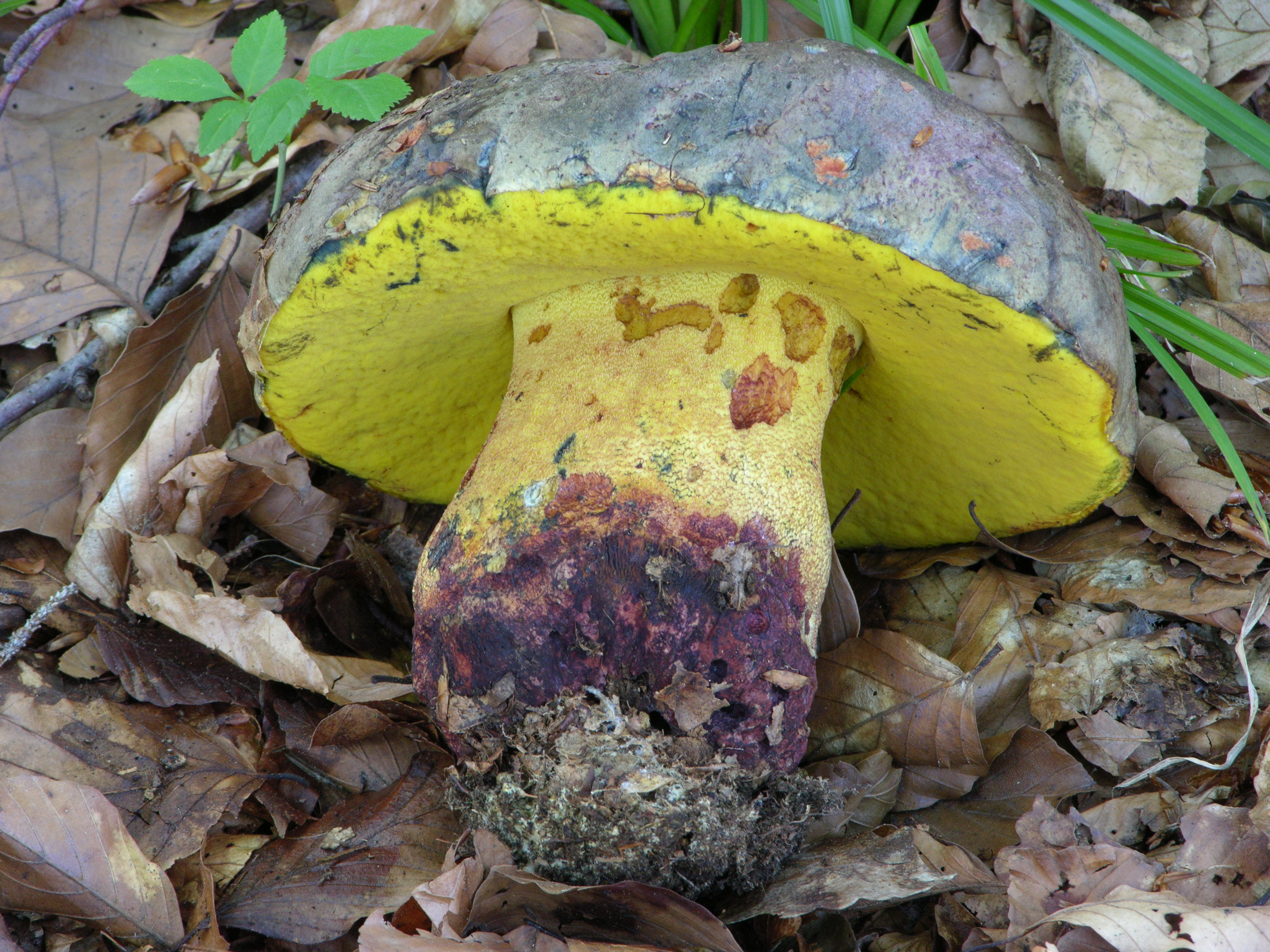
převládá žluté zabarvení pórů

Klobouk dosahuje 100 - 200 (250) milimetrů, povrch je nerovný, mírně hrbolkatý, plstnatý, stářím olysává. V mládí je zbarven žlutavě až žlutoolivově, ve stáří šedoolivově, šedookrově až žlutohnědě, výjimečně lze pozorovat načervenalé zóny.
Rourky i póry mají žluté zabarvení, ve stáří přechází do žlutoolivova. Poškozením modrají.
Třeň je v mládí vejčitě břichatý, později kyjovitý, barvy žluté až žlutooranžové. Kryje jej síťka, která je shora zbarvená stejně jako podklad a směrem k bázi může přecházet v červenou nebo červenohnědou.
Dužnina má tuhou konzistenci, žluté zbarvení na bázi s červenavou zónou. Při poškození okamžitě sytě modrá, poté se odbravuje. Chuť je mírná, aroma připomíná organické kvašení, případně nemocniční dezinfekci. Uváděna je i vůně ovocná, ananasová, která se však rychle vytrácí.

### Mikroskopický
Výtrusy dosahují 13 - 15,5 × 5 - 6,5 μm, jsou elipsoidně vřetenovité, z boku je patrná suprahilární deprese. Povrch klobouku kryjí trichodermové vláknité 4 - 7 μm široké hyfy.

## Rozšíření
Hřib zavalitý je známý z Francie, Itálie, Německa, Španělska, Portugalska, Rakouska, Švýcarska a Řecka. Předpokládá se rozšíření v rámci bývalé Jugoslávie, Bulharska a Maďarska.
V rámci České republiky je situace složitější. V roce 1974 byl výskyt na území Československa neznámý. Později byly uváděny nálezy na hrázi rybníka Luční na Táborsku, které však neodpovídají současnému chápání druhu Boletus torosus (předpokládá se, že mohlo jít o specifickou formu hřibu žlutonachového nebo jiný podobný druh). V nedávné době však byl v České republice hřib zavalitý objeven na nové lokalitě ve vyšší nadmořské výšce.

## Výskyt
Požadavky na lokalitu nejsou vyhraněné, taxon se vyskytuje v teplých nížinách pod duby, ale především v horách až do výšky 1300 m n. m. v podobných podmínkách, jako hřib Moserův – pod smrky a buky na vápenitém podkladu.

## Záměna

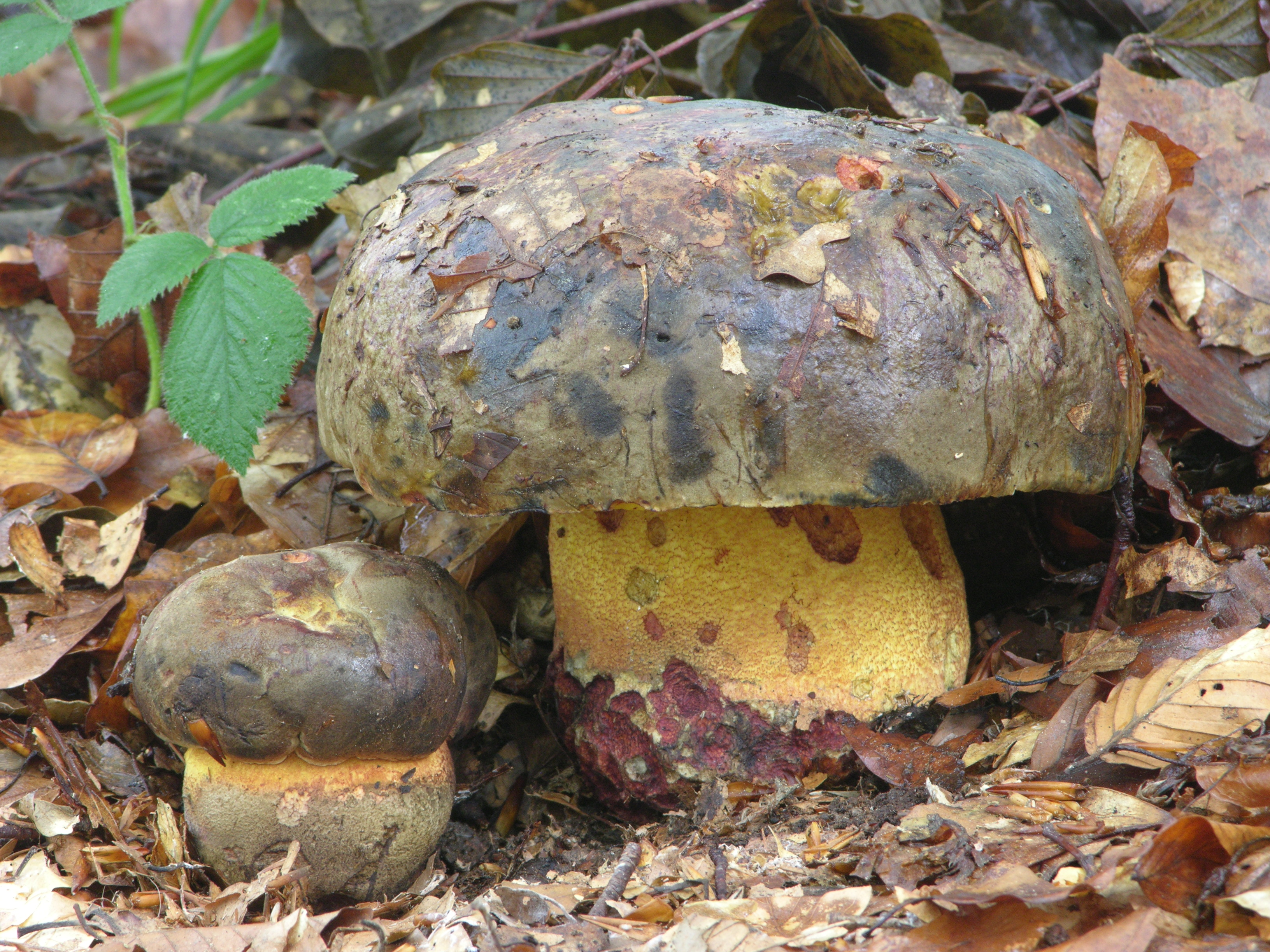
Třeň pokrývá síťka, u báze často načervenale zbarvená

Záměna hrozí především s výrazně modrajícími druhy, které mohou mít žluté póry.
- Hřib žlutonachový (Imperator rhodopurpureus f. xanthopurpureus)[1]
- Hřib rudonachový (Imperator rhodopurpureus)[1] - červené póry
- Hřib žlutoměďový (Imperator luteocupreus)[1] - zřejmě se nevyskytuje v ČR
- Boletus xanthocyaneus[1] - zřejmě se nevyskytuje v ČR

Nelze vyloučit možnost záměny se světle zbarvenými plodnicemi hřibu koloděje (Suillellus luridus).

## Ochrana
Hřib zavalitý je velmi vzácný, ve všech zemích, kde byl jeho výskyt potvrzen, je chráněný.

## Praktický význam
Názor na případnou jedlost není jednoznačný, podle Ramaina je jedlý, podle Schweitzer Pilztafeln nejedlý. Nelze vyloučit ani jedovatost v případě syrových plodnic. Vykazuje nesnášenlivost s alkoholem.